# Alitalia Express
Alitalia Express fue una aerolínea con sede central en Roma, Italia y fue subsidiaria 100% propiedad de Alitalia. Operaba servicios regionales regulares y vuelos chárter para Alitalia. Sus principales bases de operaciones eran el Aeropuerto Intercontinental Leonardo da Vinci (FCO) de Roma, y el Aeropuerto Internacional de Malpensa (MXP) en Milán.

## Códigos
- Código IATA: XM
- Código OACI: SMX
- Indicativo: Aliexpress[1]

## Historia
Alitalia Express fue establecida e inició sus operaciones el 1° de octubre de 1997. Fue organizada a partir de la disuelta Avianova.  En marzo de 2003 se informó que Alitalia estaba considerando asumir el control de Minerva Airlines, la cual había suspendido sus vuelos y que estaba transfiriendo la flota de turbopropulsores de Alitalia Express a Minerva Airlines. Esto claramente fue sólo un rumor, ya que en septiembre de 2004 Alitalia anunció planes para adquirir doce aeronaves Embraer ERJ 170 adicionales para la flota de Alitalia Express.

## Servicios
Alitalia Express opera los siguientes servicios (a septiembre de 2006):
- Destinos regulares domésticos: Ancona, Bolonia, Crotone, Florencia, Génova, Milán, Nápoles, Perugia, Pisa, Roma y Trieste.

- Destinos regulaers internacionales:París, Barcelona, Belgrado, Bilbao, Düsseldorf, Fráncfort, Ginebra, Londres, Lyon, Cracovia, Marsella, Múnich, Niza, Sarajevo, Skopie, Stuttgart, Timişoara, Viena y Zúrich.

## Flota
La flota de aeronaves de Alitalia Express consiste en (a 7 de diciembre de 2010]):
- 6 Embraer ERJ 170-100LR

A diciembre de 2010, la edad promedio de la flota de Alitalia Express es de 6,5 años.